# Neszmély
Neszmély är en ort i Ungern.   Den ligger i provinsen Komárom-Esztergom, i den nordvästra delen av landet, 60 km nordväst om huvudstaden Budapest. Neszmély ligger 112 meter över havet och antalet invånare är 1 480.
Terrängen runt Neszmély är platt åt nordväst, men åt sydost är den kuperad. Runt Neszmély är det ganska tätbefolkat, med 78 invånare per kvadratkilometer. Närmaste större samhälle är Tata, 9,7 km söder om Neszmély. I omgivningarna runt Neszmély växer i huvudsak lövfällande lövskog.